# 謝莘
謝莘，福建建宁縣人，清朝政治人物。同進士出身。
雍正元年（1723年），登癸卯恩科進士，擔任工部主事。